# 石岩湖
石岩湖是一个位于中国广东省深圳县的湖泊。